# وارن کریستوفر
وارن مینور کریستوفر (به انگلیسی: Warren Minor Christopher) (زاده ۲۷ اکتبر ۱۹۲۵ – درگذشته ۱۸ مارس ۲۰۱۱) شصت و سومین وزیر امورخارجه، وکیل و حقوقدان آمریکایی بود که در سال ۱۹۲۵ در ایالت داکوتای شمالی متولد شد. با شروع جنگ جهانی دوم، وی که مشغول تحصیل در دانشگاه ردلندز بود، به منظور شرکت در جنگ و با ورود به دوره افسری نیروی دریاییدر دانشگاه یو اس سی مشغول خدمت بر روی یک نفت کش در اقیانوس آرام شد. وی متعاقباً دکترای خود را در رشته حقوق از دانشگاه استنفورد دریافت کرد.
کریستوفر در سال ۱۹۷۷ به عنوان جانشین وزیر امورخارجه آمریکا سوگند خورد و تا سال ۱۹۸۱ در این سمت برجا ماند. کریستوفر را به عنوان یکی از کسانی می‌شناسند که با رایزنی کلاهبردارانه با ایرانیان (به رهبری صادق طباطبایی در شهر بن پایتخت آلمان غربی و کشور الجزایر) موجب آزادی ۵۲ نفر از افراد بازداشت شده مقیم در سفارت آمریکا در ایران در ماجرای دستگیریهای سفارت آمریکا در تهران شد در حالیکه آمریکا پس از آزادی شهروندانش به هیچ‌یک از تعهداتش در این توافقات از جمله آزادسازی اموال توقیف شده ایرانیها در آمریکا عمل نکرد. تاریخ این رخداد در مستند ایران و غرب: مردی که دنیا را تغییر داد به ثبت رسیده‌است.
آقای کریستوفر همچنین مدیر انجمن بار [سندیکای وکلا] در لس آنجلس بود. وی از سال ۱۹۹۳ تا ۱۹۹۷ در دوران زمامداری بیل کلینتون به عنوان وزیر امورخارجه آمریکا خدمت کرد.